# 韩连会
韩连会（？—20世纪？），又名韩子敬，别名韩麟会、韩连辉等，回族，河北沧县人，中国共产党早期领导人。

## 生平
1926年春，韩连会加入中国共产党。早年为津浦铁路南京浦口机务段工人，曾经参加五卅运动。国共分裂后，被调往北方工作。1928年1月起，出任中共顺直省委常委。1928年5月4日，刘少奇与蔡和森就顺直省委存在的问题和工作状况交换了意见，认为顺直省的党组织有了相当的基础，但省委本身缺乏组织领导力量。主张立即改组顺直省委，省委只保留3人。6月底，决定成立“中央处理顺直问题特派员机构”，指定陈潭秋、刘少奇和韩连会为特派员，代行顺直省委职权。7月22日，刘少奇与陈潭秋、韩连会一起主持召开中共顺直省委扩大会议。会议决定再次改组顺直省委，由韩连会任省委书记，彭真等七人为省委常委，但是基层并不接受顺直省委领导。
1929年4月，韩连会改任候补书记。1928年10月至1930年9月，任《布尔什维克》杂志编辑委员会委员。1929年起，出任全国总工会执委会委员，中共六届四中全会后由于参加罗章龙活动，被取消中央委员资格。之后他在天津参加河北省紧急会议筹备处，自任组织部长，自称是新的河北省委，主张废止四中全会一切决议，立即召开紧急会议，重建中央领导机关。1931年1月底，中共中央派代表团到天津，成立中共河北临时省委，省委责令他停止分裂，他拒绝临时省委决定，1931年2月，被开除中央委员资格。同月18日，中共河北临时省委通过《河北临时省委关于反右倾及开除张金刃、韩连会、曹策、叶善枝等党籍的决议》。1931年4月，韩连会被国民政府逮捕后投诚，曾任中统局津浦铁路特务机关负责人。中华人民共和国成立后，韩连会被中共逮捕并处决。